# Pygocentrus piraya
A Pygocentrus piraya a csontos halak (Osteichthyes) főosztályának a sugarasúszójú halak (Actinopterygii) osztályába, ezen belül a pontylazacalakúak (Characiformes) rendjébe és a pontylazacfélék (Characidae) családjába tartozó faj.

## Előfordulása
A Pygocentrus piraya előfordulási területe Dél-Amerikában van. Brazília keleti részén a São Francisco folyó medencéjében lelhető fel.

## Megjelenése
Ez a hal legfeljebb 34 centiméter hosszú és 3,2 kilogramm súlyú.

## Életmódja
Trópusi és édesvízi halfaj. A nyíltabb vizeket kedveli.

## Felhasználása
Ennek a halnak van ipari mértékű halászata. A sporthorgászok, valamint a magán és városi akváriumok is kedvelik. Mivel erős harapása miatt az emberre nézve veszélyes lehet, egyes országok megtiltották a beszállítását.

## Képek

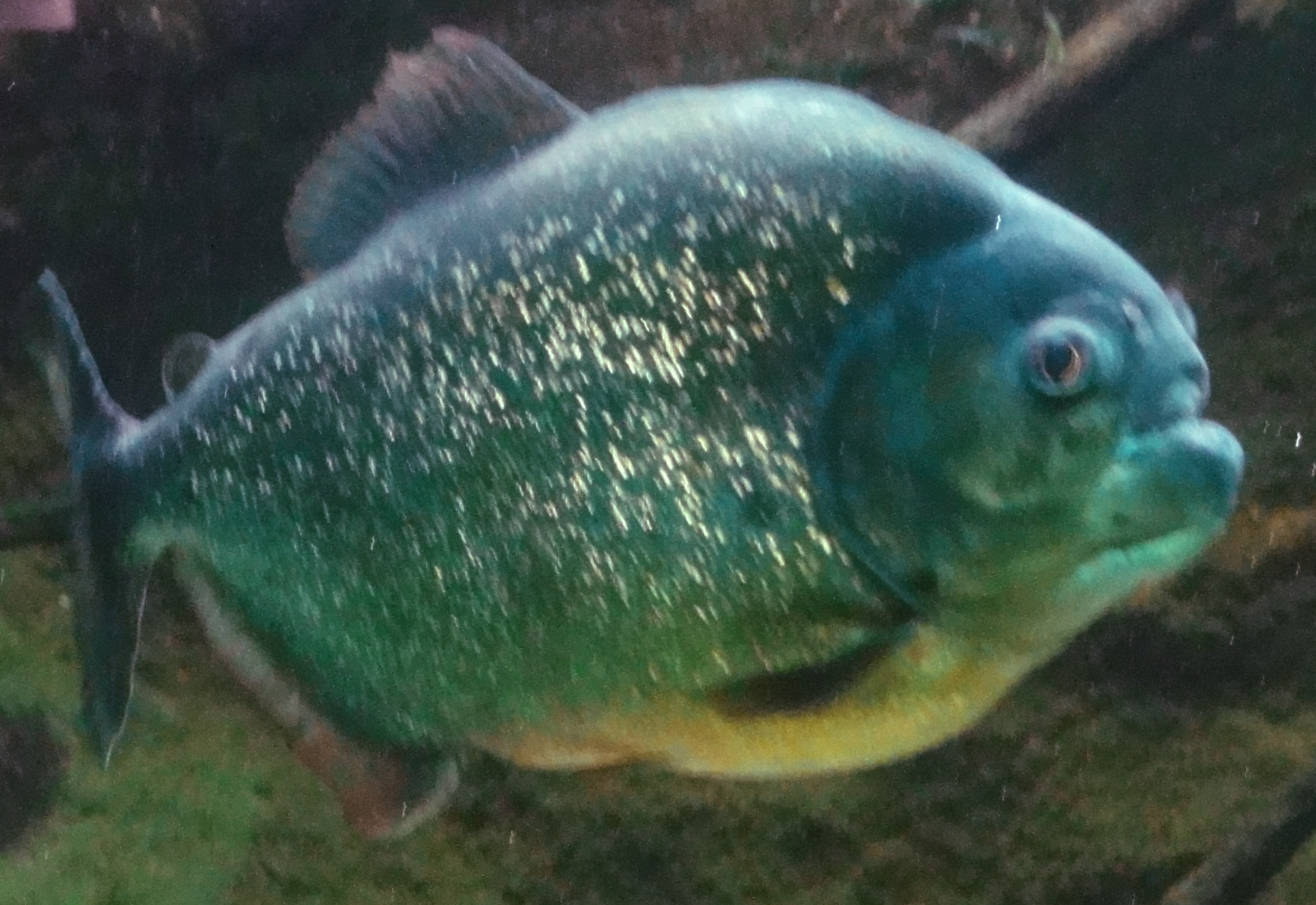
Pygocentrus piraya
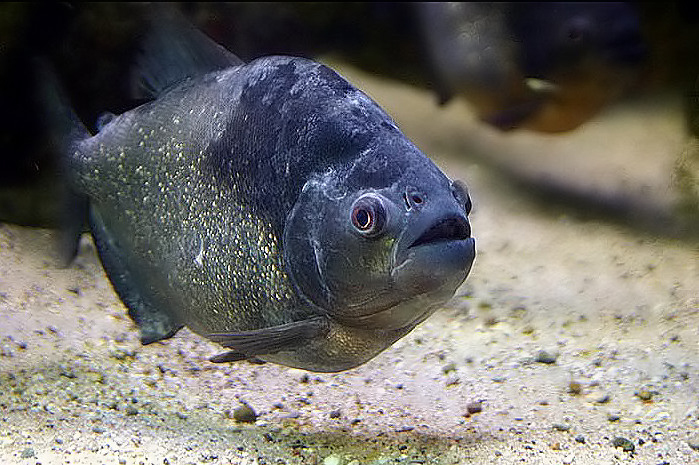
akváriumokban
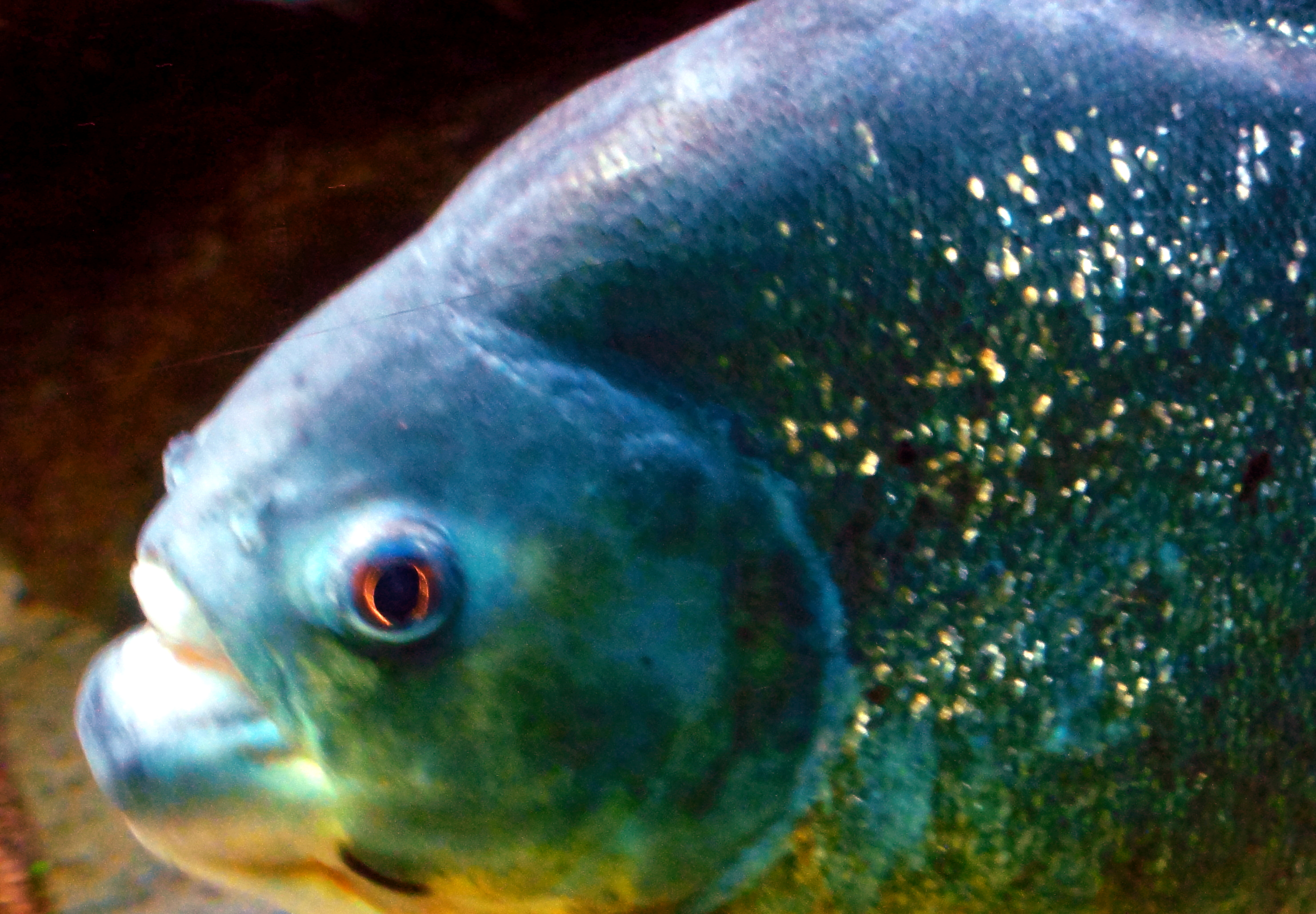
közelről
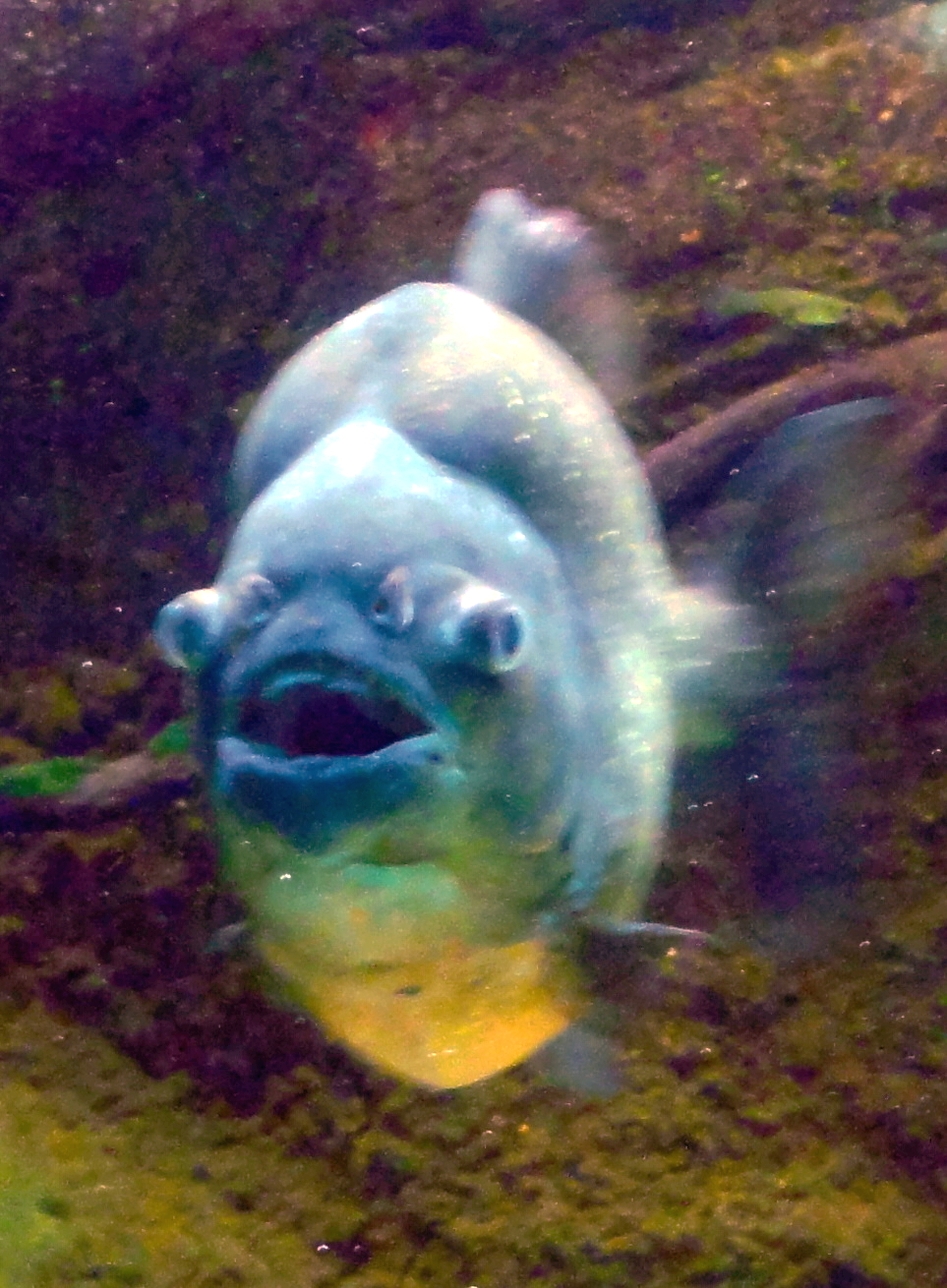
szemből
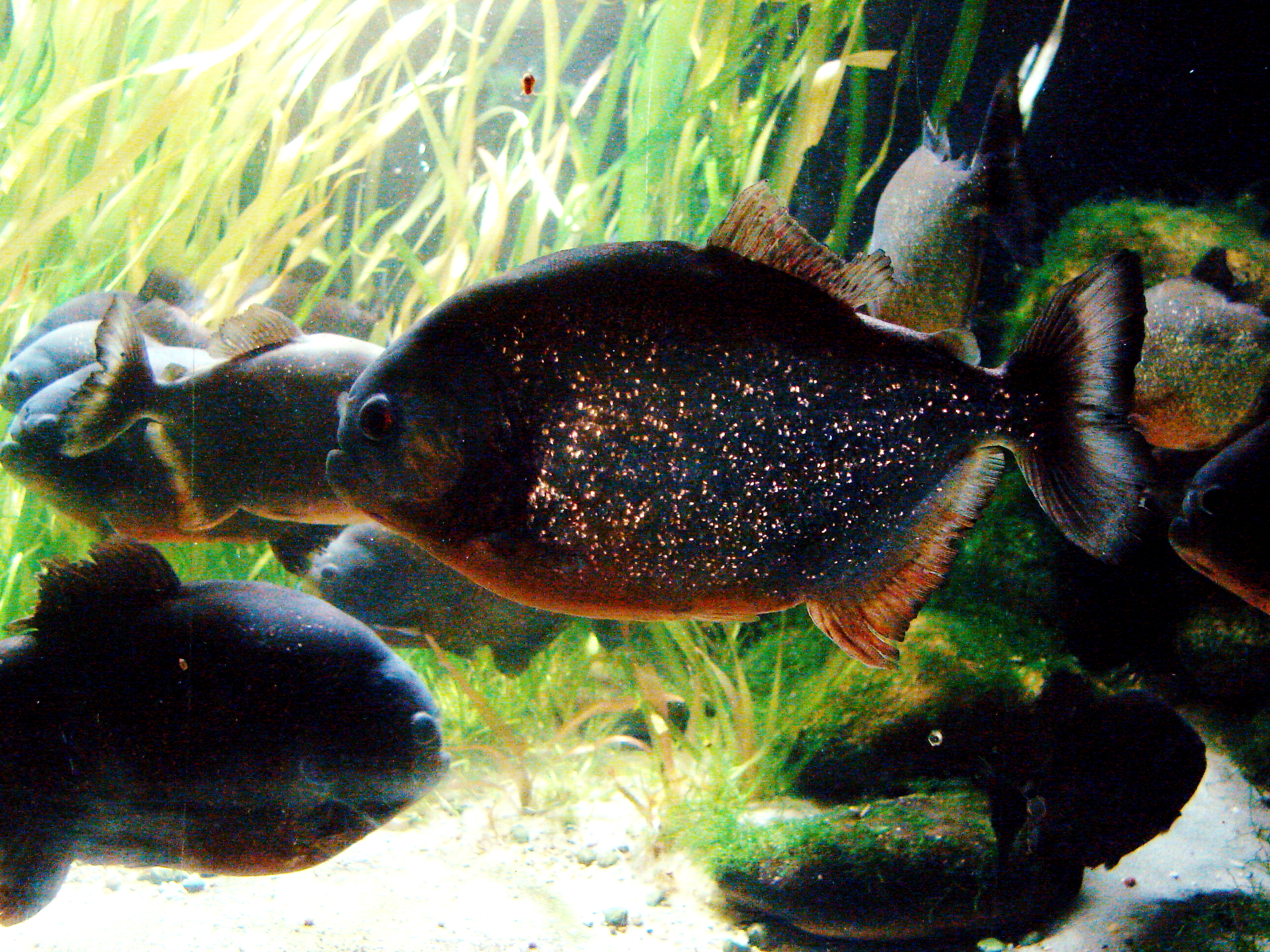
rajokban
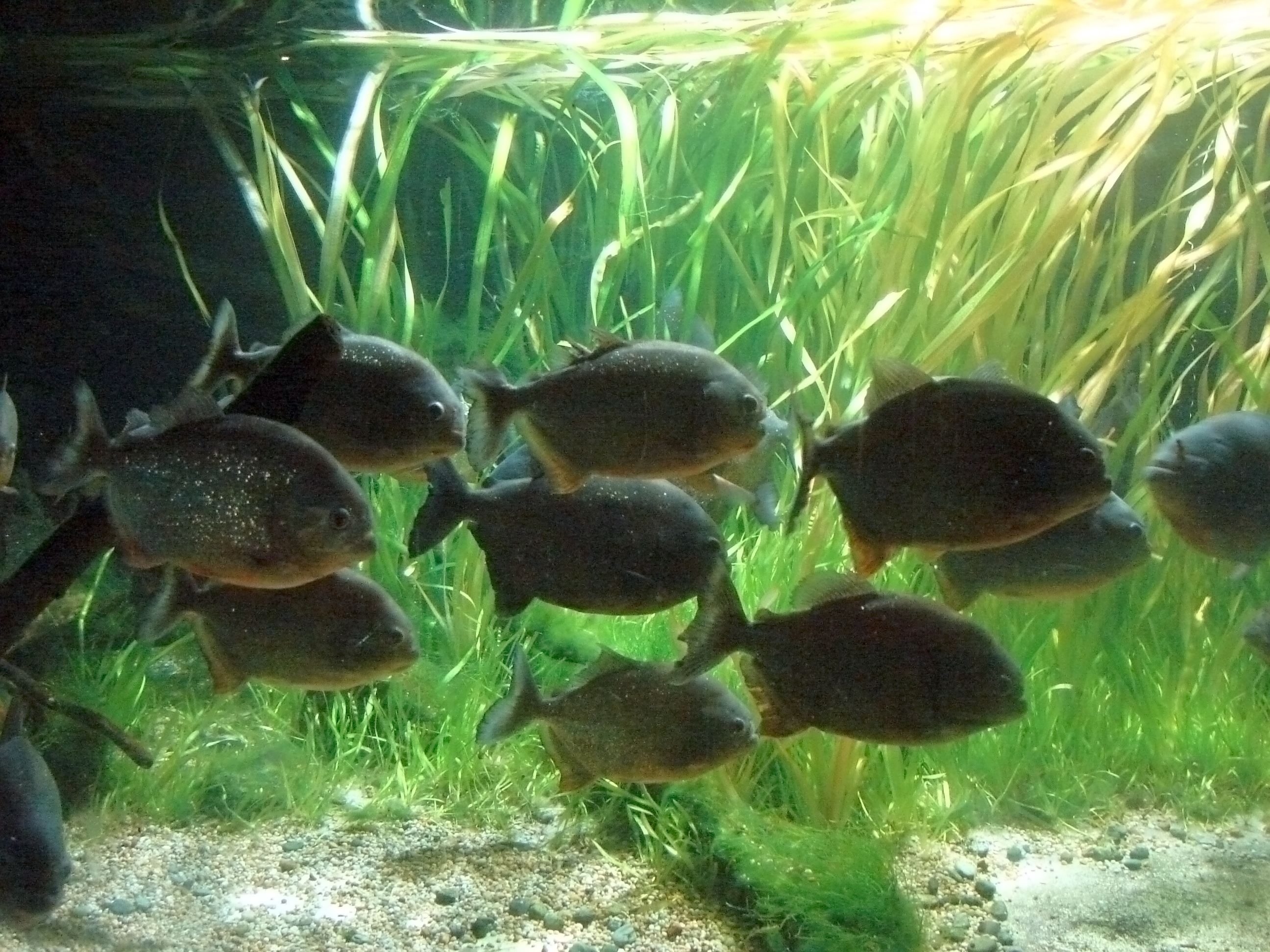